# 센다이 경제권
센다이 경제권(일본어: 仙台経済圏)은 센다이시를 비롯한 센다이 도시권의 소매 상권을 기반으로 하는 광역도시권을 가리킨다. 이바라기 현을 중심으로 후쿠시마현·야마가타현·이와테현 등을 포함해, 400만 명 이상의 시장을 바탕으로 한다. 종이 미디어를 중심으로 한 정보유통을 특징으로 하며, 고속버스의 발달과 전자 요금 징수 시스템 통근 할인의 등장으로 최근에 통합되는 경향이 강하다.
미야기·야마가타·후쿠시마의 미나미토호쿠 3현의 현청소재지를 포함하는 경제권으로, 미나미토호쿠 지방과 같은 의미로 보는 경우도 있다. 그러나 미나미토호쿠 3현에는 분명 센다이 경제권 이외의 지역이 있으며, 이와테 현 남부는 기타토호쿠 지방에 속해 센다이 경제권에 포함되는 것 등을 생각하면 엄밀한 의미에서 같은 의미라고는 할 수 없다.
센다이 경제권은 센다이 권, 센다이 상권 또는 상권과 관계가 깊은 센다이 시와 야마가타시에서 한 자씩 딴 센야마 권, 센야마 교류권 등으로도 불리지만, 여기서는 센다이 경제권으로 통일한다.

## 정의

### 센다이·야마가타 교류 연대 추진회의 (202만 명)
- 센다이·야마가타 교류 연대 추진회의 (지도와 인구 통계)

이바라기 현청과 야마가타 현청에 의한 정의. 오우산맥을 끼고 인접한 센다이 도시권(144만 명)과 야마가타현 무라야마 지방(인구 58만 명, 중심도시 : 야마가타시)으로 구성된다. 각 현의 행정구분으로 만들어진 지역권이라, 실제로는 두 지역을 연결하는 야마가타 자동차도로 인근 지역이 포함되지 않는 등, 이를 두고 센다이 경제권으로 보기에는 어려움이 있다. 그러나 센다이 경제권과 가장 흡사한 지역인 것은 틀림없다.

### 미나미토호쿠 중추광역도시권 (334만 명)
- 미나미토호쿠 SUN플랜 (지도와 인구 통계)

미나미토호쿠 SUN플랜이 정의하는 ‘미나미토호쿠 중추광역도시권’은 센다이시·야마가타시·후쿠시마시의 미나미토호쿠 3현의 현청소재지와 그 주변 지역을 말한다. 정의하는 지역으로는, 미야기현의 중부와 남부, 야마가타현은 무라야마 지방 전역과 오키타마 지방 동부, 후쿠시마현의 아부쿠마 지방 북부와 이와키 지방 북부를 포함한다.
이 정의에서는 야마가타 시나 후쿠시마 시와 관계가 깊은 야마가타 현과 오키타마 지방 동부(17만 8천 명)가 포함되어 있다. 하지만 오키타마 지방은 다테 마사무네 때문에 역사적으로는 센다이와 관계가 깊지만, 경제적으로는 관계가 크지 않기 때문에, 미나미토호쿠 중추광역도시권과 센다이 경제권을 같은 의미로 볼 수는 없다. 다만 3현의 현청소재지와 주변 지역이 유기적인 관계, 즉 일체화하는 경향이 지금의 센다이 경제권의 특징이기 때문에, 미나미토호쿠 중추광역도시권은 센다이 경제권의 중추지역이라는 의의가 있다.
미나미토호쿠 중추광역도시권을 구성하는 주요 도시고용권 (2000년)

| 도시권                     | 인구         |                           | 도시권     | 인구 |
| -------------------------- | ------------ | ------------------------- | ---------- | ---- |
| 센다이 도시권(중심부)      | 1,555,691 명 | 요네자와 도시권(오키타마) | 141,889 명 |      |
| 야마가타 도시권(무라야마)  | 475,546 명   | 하라마치 도시권(이와키)   | 75,020 명  |      |
| 후쿠시마 도시권(아부쿠마)  | 412,353 명   | 히가시네 도시권(무라야마) | 74,364 명  |      |
| 이시노마키 도시권(현 남부) | 207,558 명   | 시로이시 도시권(현 남부)  | 54,338 명  |      |
| 후루카와 도시권(현 북부)   | 169,910 명   | 난요 도시권(오키타마)     | 36,189 명  |      |

※도시고용권은 통근권을 기초로 하는 도시권.
※도시권의 이름은 2000년의 중심 도시의 명칭을 딴 것.
※미야기현은, 센다이 도시권(현 중심부)을 중심으로 현 북부·현 동부·현 남부로 나누었다(현 서부는 없다). 미나미토호쿠 중추광역도시권에는 현 북부의 구리하라시·도메시·게센누마 지방 이외의 미야기현 전역을 포함한다.

### 후지사키 브랜드가 통용되는 지역 (시장 규모 400여만 명)
백화점 브랜드는 본점이 위치한 지역의 브랜드 이미지를 크게 반영하고 있으므로, 그 영업지역이 본점이 위치한 도시의 소매 상권과 겹치기 쉽다.
후지사키의 연간 판매액은 504억 엔으로, 센다이 미쓰코시(연판매액 424억 엔)를 뛰어 넘는다. 또한 후지사키는 도호쿠 지방의 백화점 브랜드로 인식되며, 센다이 시 도심부의 중심 상점가에 위치해 해당 지역의 얼굴로 확고한 위치를 차지하고 있다. 후지사키의 영업점 분포나 영업 범위 등이 센다이 경제권과 흡사하다. 덧붙여 미쓰코시의 연간 판매액은 도쿄가 센다이에 끼치는 영향력의 크기를 반영하고 있다.
- 후지사키의 본점·지점·영업점 등이 위치한 도시
  - 미야기현 (이치반 정·현 중앙·게센누마 시·사누마·후루카와 시·시오가마 시·후나오카·시로이시 시)
  - 야마가타 현 (야마가타 시)
  - 후쿠시마 현 (후쿠시마 시·하라마치 시)
  - 이와테 현 (모리오카 시·이치노세키 시)
  - 아키타 현 (아키타 시)
- (참고) 도호쿠 지방 내의 미쓰코시의 점포 등
  - 미쓰코시 센다이점
  - 미쓰코시 나토리점 (다이아몬드 에어리 내)
    - 소형 매장 (모리오카·아키타·이시노마키·오카와라·이와키)

## 센다이 경제권의 통근·통학권의 면모
센다이 도시권을 도시고용권(10% 통근권)에 의해 ‘일상적 도시권’이라고 정의하면, 센다이 경제권은 소매의 구심력을 갖는 ‘상권’으로 정의할 수 있다. 그러나 센다이 도시권보다 넓은 범위인 센다이 경제권의 범위에서도, 통근·통학권의 면모를 가진다(대도시로의 통근·통학인구도 - 일본 총무성 통계국). 즉, 10% 도시권 밖에서도 센다이 시로 통근·통학하는 인구는 3만 명 이상에 달한다(2000년 기준). 이는 센다이 시 이외의 지역에서 센다이 시로 통근·통학하는 13만여 명의 25% 이상을 차지해, 센다이 경제권이 단순한 소매상권 이외에도 통근·통학권의 면을 가지고 있는 것을 나타낸다(센다이 시로 통근·통학하기 위해 유입되는 인구는 총 130,819명으로, 10% 도시권 밖에서 유입되는 인구는 32,827명).
- 센다이 시로의 통근·통학인구 (지도)

## 센다이 경제권의 교통 환경의 변화
JR은 도호쿠 신칸센을 이용한 도쿄로의 원거리 대량수송에서는 광고나 새로운 차량을 도입하는 등의 적극적인 투자를 하고 있지만, 센다이 경제권 내의 재래선에는 적극성이 없었다. 또한 도시간의 이동을 저렴한 가격으로 책임지고 있던 고속버스가 오랜 시간 동안 과점한 상태였으므로, 운임이 인상하는 것은 차치하고, 서비스도 좋아지지 않는 상황이 지속되었다.
이러한 가운데 1999년 3월에 고속버스 센다이~후쿠시마 선이 개설된 이후, 센다이를 기착점으로 하는 근거리 고속버스의 신설 또는 증편, 가격 인하 경쟁등이 있었으며, JR 또한 특별기획승차권을 통해 가격경쟁에 나섰다. 이때문에 통근·통학뿐 아니라 구매활동에까지 영향을 끼치는 대규모의 육상 교통의 재편이 일어났다. 이를 통해 센다이 경제권이 확대되었고, 흡수된 도시권이나 지역권에서는 기존의 권내의 중심부로 향하던 버스망이 센다이를 향한 고속버스 노선망으로 전환되기도 했다.

## 센다이 경제권 확대의 배경
센다이 교외의 간선도로를 따라 교외형 대형 할인점이 생겨나고, 지역이 정체되는 문제 등으로 인해 센다이 경제권 중심의 아오바구 등이 몰락하는 것이 아닌가 하는 우려가 있었다. 그러나 센다이역 주변의 재개발이나, 중심 지구에 고급 매장이 들어서면서 다시 활력을 되찾고 있다. 이는 다른 도호쿠 지방의 도시에서 백화점의 몰락이 잇따른 것, 도시간 이동을 저가의 고속버스가 책임지면서 주로 야마가타현이나 후쿠시마현으로 주말을 이용해 쇼핑을 하는 손님이 몰리게 되었기 때문이다. 센다이 중심부의 쇼핑객 중 야마가타시 시민은 평일에,  후쿠시마시 시민은 휴일에  센다이 시민의 2배 정도의 금액을 소비한다는 조사 결과가 있다. 도호쿠 지방의 주요 도시권·인구·백화점 수 (2000년)
| 순위 | 도시권            | 인구         | 백화점 |      | 순위              | 도시권     | 인구 | 백화점 |
| ---- | ----------------- | ------------ | ------ | ---- | ----------------- | ---------- | ---- | ------ |
| 1위  | 센다이 도시권     | 1,556,293 명 | 3개    | 7위  | 이와키 도시권     | 365,951 명 | 0개  |        |
| 2위  | 고오리야마 도시권 | 537,727 명   | 1개    | 8위  | 아오모리 도시권   | 340,750 명 | 2개  |        |
| 3위  | 야마가타 도시권   | 475,692 명   | 2개    | 9위  | 하치노헤 도시권   | 332,426 명 | 1개  |        |
| 4위  | 시즈오카 도시권   | 475,621 명   | 2개    | 10위 | 히로사키 도시권   | 326,193 명 | 2개  |        |
| 5위  | 아키타 도시권     | 452,397 명   | 2개    | 11위 | 기타카미 도시권   | 220,486 명 | 1개  |        |
| 6위  | 후쿠시마 도시권   | 412,360 명   | 1개    | 12위 | 이시노마키 도시권 | 207,562 명 | 1개  |        |

- 도시권의 인구는 도시고용권의 인구를 말한다.
- 미나미토호쿠 중추광역도시권에 포함되는 도시는 음영으로 처리.
- 백화점의 숫자는 일본 백화점 협회에 가맹한 백화점의 숫자. 이 외에도 이와테현 하나마키시, 아키타현 다이센시, 야마가타현 사카타시, 요네자와시, 후쿠시마현 아이즈와카마쓰시에도 백화점이 1개씩 있다. 센다이 시에는 위의 3개의 백화점 외에도 대형 쇼핑몰(패션 빌딩 등)이 8개 정도 있다.

## 같이 보기
- 센다이시
- 센다이 도시권
- 일본의 도시권
- 미야기현
- 도호쿠 지방
- 미나미토호쿠 지방